# Mittelreidenbach
Mittelreidenbach là một đô thị thuộc huyện Birkenfeld, bang Rheinland-Pfalz, Đức. Đô thị này có diện tích 5,07 km².